# Tiarno di Sotto
Tiarno di Sotto ist eine  Fraktion der italienischen Gemeinde (comune) Ledro in der Provinz Trient, Region Trentino-Südtirol. 

## Geographie
Die Ortschaft liegt im oberen Ledrotal am Eingang des Valle dei Massangia auf 728 m s.l.m. nördlich des Lago d’Ampola. Die nordöstlich gelegene Provinzhauptstadt Trient ist in Luftlinie knapp 40 km entfernt, und in etwas mehr als einer Autostunde zu erreichen. Tiarno di Sotto zählt knapp 700 Einwohner (Stand 31. Dezember 2022).

## Geschichte

Ehemaliges Gemeindewappen

Tiarno di Sotto lag an der Römerstraße durch das Ledrotal, war aber auch schon vorher besiedelt, Zeugnis davon gibt eine Nekropole, in der sich Gegenstände aus der Vorrömerzeit, der Römerzeit und der Völkerwanderungszeit fanden.
Tiarno di Sotto war bis 2009 eine eigenständige Gemeinde. Nach einem Referendum am 30. November 2008 schloss sich Tiarno di Sotto am 1. Januar 2010 mit den Gemeinden Bezzecca, Concei, Molina di Ledro, Pieve di Ledro und Tiarno di Sopra zur neuen Gemeinde Ledro zusammen. Letzter Bürgermeister von Tiarno di Sotto war Franco Calcari von der Lista civica

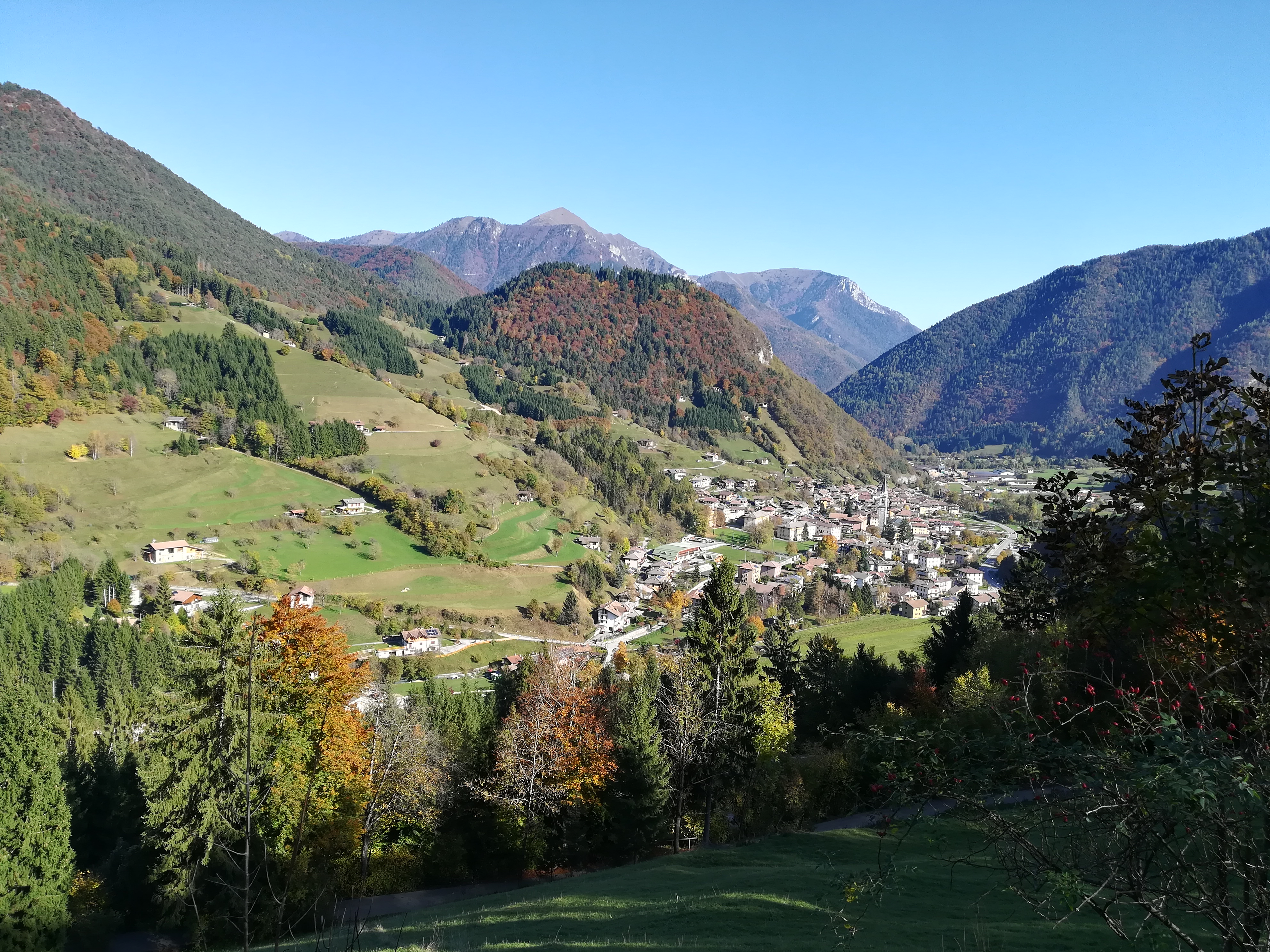
Tiarno di Sotto
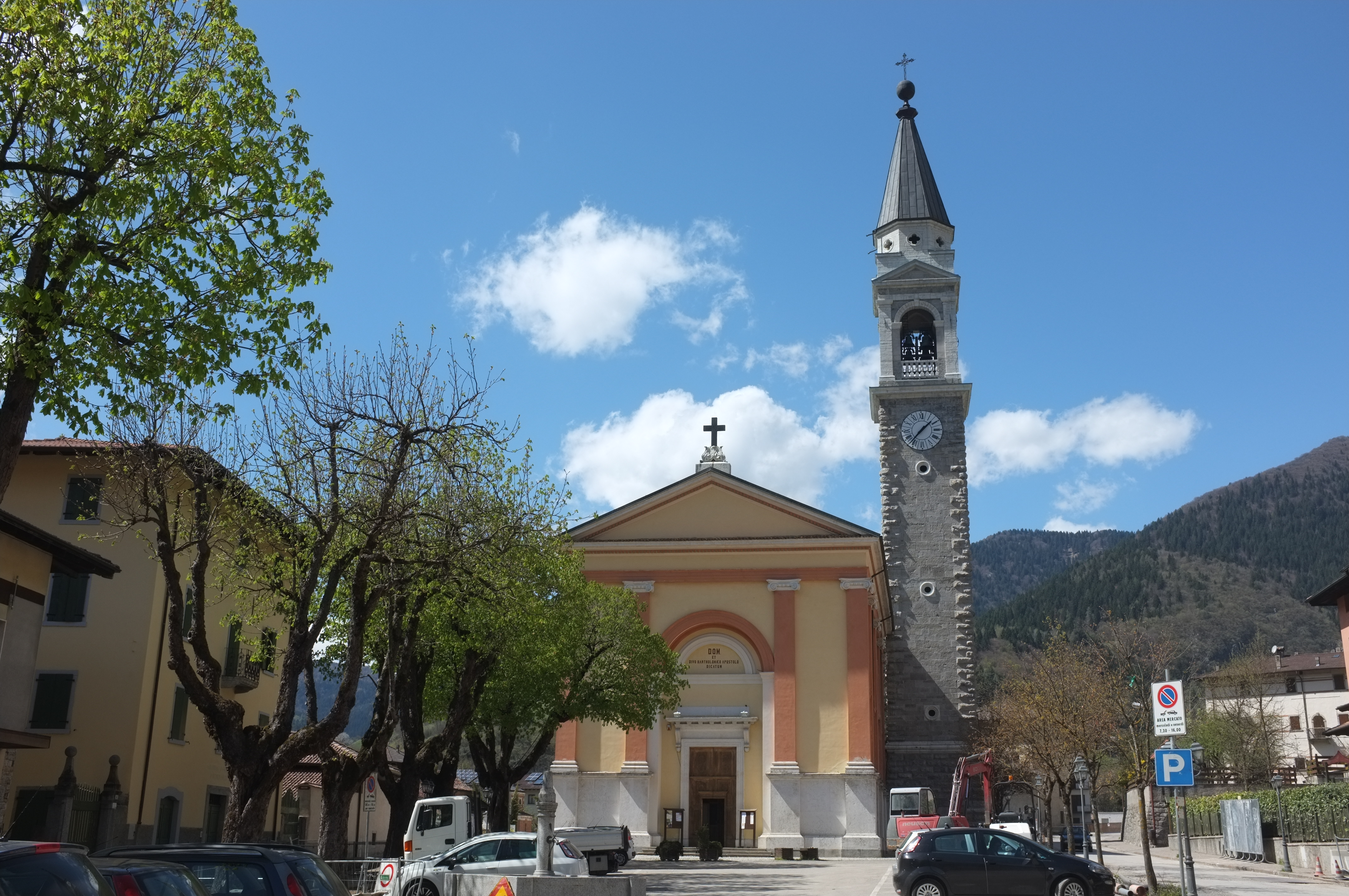
Pfarrkirche San Bartolomeo
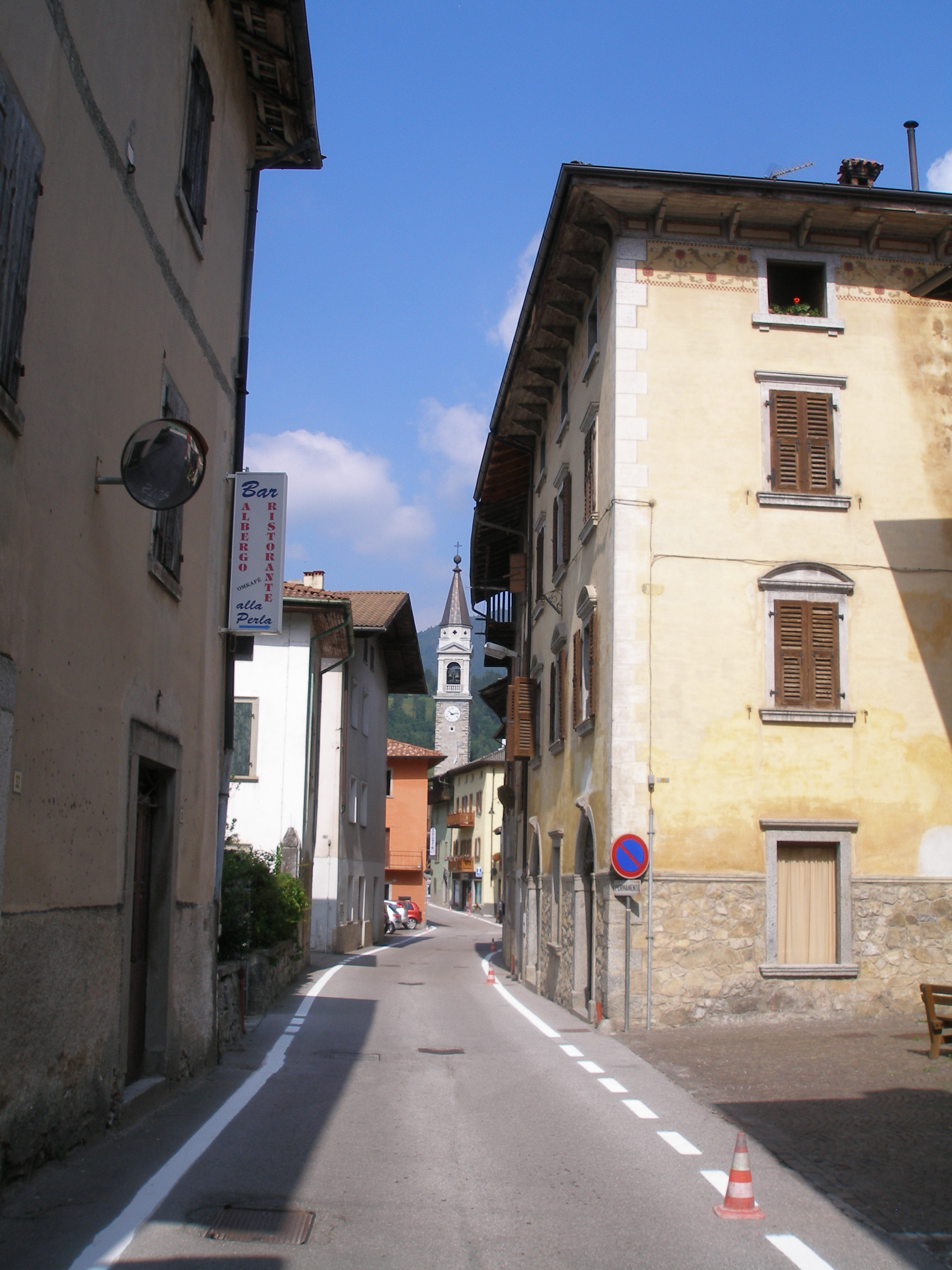
Ortskern
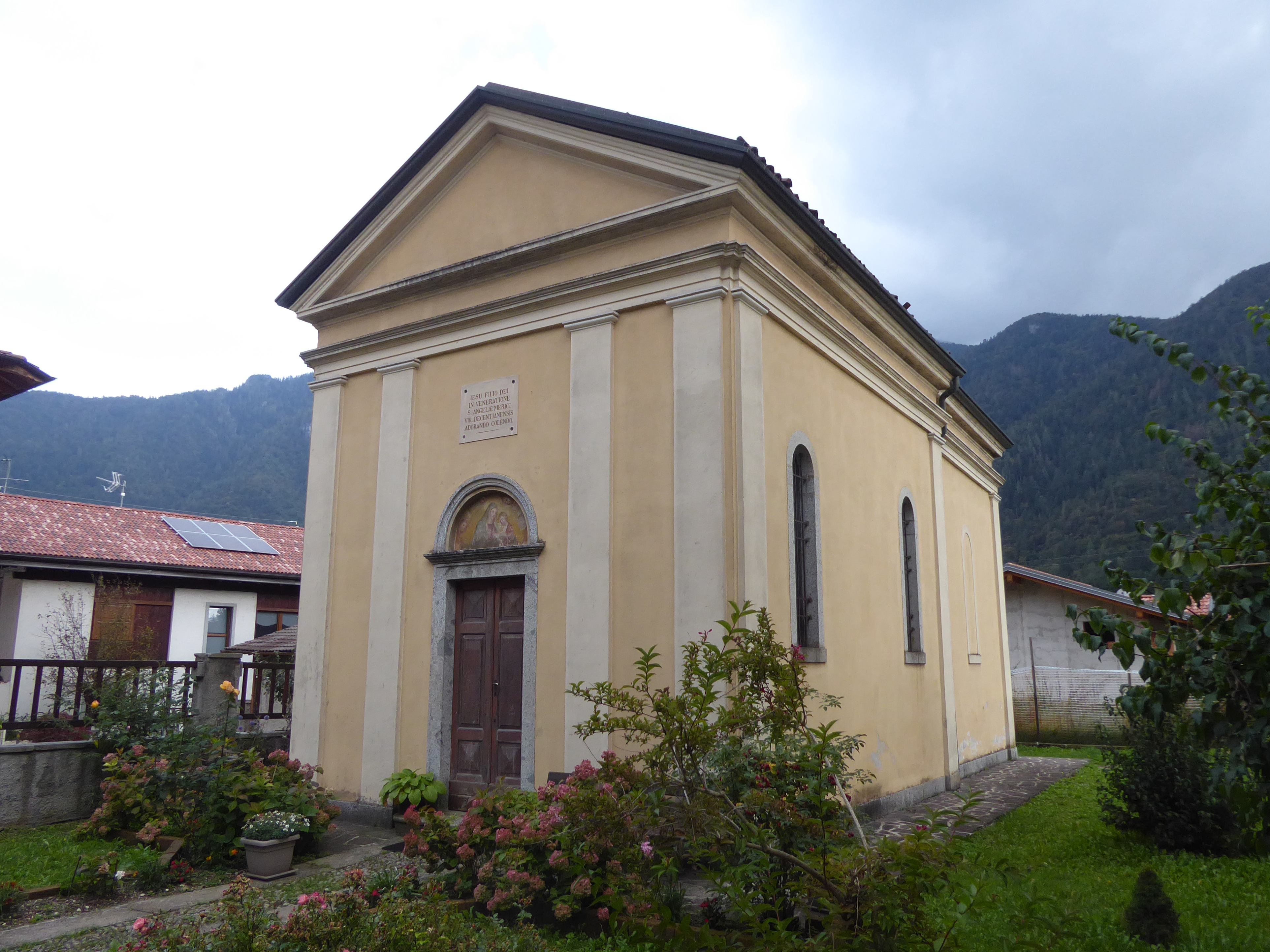
Kapelle Sant’Angela Merici

## Verkehr
An Tiarno di Sotto führt die Staatsstraße SS 240 Loppio e Val di Ledro vorbei.